# Galeotti sul pianeta Terra
Galeotti sul pianeta Terra (Doin' Time on Planet Earth) è un film del 1988 diretto da Charles Matthau.
È un film commedia statunitense a sfondo fantascientifico con Nicholas Strouse, Andrea Thompson e Martha Scott.

## Produzione
Il film, diretto da Charles Matthau (figlio di Walter Matthau, nominato per un Saturn Award nel 1990 come miglior regista) su una sceneggiatura di Darren Star con il soggetto dello stesso Star e di Andrew Licht e Jeffrey A. Mueller, fu prodotto da Yoram Globus e Menahem Golan per la Cannon Group e girato in California (la scena dell'attacco alieno fu girata a Palmdale).

## Distribuzione
Il film fu distribuito con il titolo Doin' Time on Planet Earth negli Stati Uniti nel 1988 al cinema dalla Cannon Film Distributors e per l'home video dalla Warner Home Video.
Alcune delle uscite internazionali sono state:
- in Finlandia (Boltsi hukassa, pallo jalassa)
- in Brasile (De Passagem Pela Terra)
- in Germania Ovest (Hilfe, ich bin ein Außerirdischer - Ausgeflippte Zeiten auf der Erde)
- in Italia (Galeotti sul pianeta Terra)

## Promozione
La tagline è: "A story of teenage alienation.".

## Critica
Secondo Fantafilm il film è "una parabola sull'alienazione e sulla incomunicabilità" in cui "l'ispirazione è buona ma nella realizzazione perde di mordente e interesse rischiando di accomunarsi alle tante commedie giovanili briose ma inconsistenti". Secondo Leonard Maltin il film è "una commedia per teenager"... "concepita in modo divertente e con originalità" ma che comunque risulta alla fine "priva di senso".